# 新地
新地（しんち）とは、居住地や商業地として新しく拓かれた土地のことを指す。
歴史的には、新地開拓後の繁栄策として遊廓などができたことも多かったことから、転じて遊廓や遊里の多い場所を指すこともある。
日本全国に「新地」を冠する地名がある。なお、新開地も新地と同義である。

## 「新地」を冠する主な地名
- 北海道檜山郡江差町字新地町
- 北海道古平郡古平町大字新地町
- 北海道天塩郡天塩町新地通
- 青森県西津軽郡鰺ヶ沢町大字新地町
- 岩手県花巻市東和町新地
- 福島県相馬郡新地町
- 千葉県銚子市新地町
- 千葉県長生郡一宮町新地(あらち)
- 二子新地駅（神奈川県川崎市高津区にある東急田園都市線の駅）
- 岐阜県大垣市新地町
- 愛知県知立市新地町
- 愛知県田原市田原町南新地
- 愛知県田原市吉胡町中新地
- 三重県四日市市西新地
- 三重県桑名市新地
- 京都府京都市伏見区南新地
- 大阪市北区曾根崎新地　一丁目界隈は「北新地」と呼ばれる
- 大阪市西成区飛田新地
- 奈良県磯城郡田原本町新地
- 岡山県岡山市東区西大寺新地
- 広島県安芸郡府中町新地
- 山口県下関市新地町
- 山口県周南市新地
- 福岡県大牟田市新地町
- 長崎県長崎市新地町
- 熊本県熊本市清水新地
- 熊本県八代市新地町
- 大分県大分市西新地
- 大分県中津市北新地・南新地
- 大分県豊後高田市新地